# Google Web Designer
Google Web Designer 是 Google 推出的适用于 Windows、Mac 和 Linux 的拖放式页面构建器，用于创建交互式 HTML5 广告和其他 HTML5 内容。它提供带有常用设计工具的 GUI，例如与 Google Web 字体集成的文本工具、形状工具、钢笔工具和 3D 工具，广告功能集包括添加 Google 地图、YouTube 视频等的组件，以及包含DoubleClick和AdMob的跟踪代码。
Google Web Designer 的代码视图可让用户创建 CSS、JavaScript 和 XML 文件，并使用语法错误显示和代码自动完成功能，使代码更易于编写且错误更少。 
Google Web Designer 可免费下载和使用。

## 更多
谷歌产品列表